# Lucius Caecilius Metellus Diadematus
Pour les articles homonymes, voir Caecilii Metelli et Lucius Caecilius Metellus.
Lucius Caecilius Metellus Diadematus, né vers 160 av. J.-C. et mort après l'an 98 av. J.-C., est un homme politique de la République romaine, consul en 117 et censeur en 115 av. J.-C.

## Famille
Il est membre de la famille plébéienne très influente des Caecilii Metelli. Il est le fils de Quintus Caecilius Metellus Macedonicus, général, consul en 143 et censeur en 131 av. J.-C. et le neveu de Lucius Caecilius Metellus Calvus, consul en 142 av. J.-C.
Il a trois frères : Quintus Caecilius Metellus Baliaricus, consul en 123, Marcus Caecilius Metellus, consul en 115 et Caius Caecilius Metellus Caprarius, consul en 113 av. J.-C. Il a en outre deux sœurs, mariées respectivement à Publius Cornelius Scipio Nasica Serapio, consul en 111, et Caius Servilius Vatia, préteur en 114 av. J.-C.
Il a deux cousins germains, Lucius Caecilius Metellus Delmaticus, consul en 119 et pontifex maximus à partir de 115 à sa mort en 103 av. J.-C., et Quintus Caecilius Metellus Numidicus, consul en 109 et censeur en 102 av. J.-C.
Il est né vers 160 av. J.-C. Son cognomen « Diadematus » proviendrait du fait qu'il ait utilisé à un moment un pansement pour couvrir une plaie sur sa tête.
Il n'a pas de descendance ayant exercée une magistrature importante. Plusieurs de ses neveux sont consuls au début du Ier siècle av. J.-C.
Avec la mort de Caius Gracchus en 121, la paix civile semble rétablie, mais les évènements des deux dernières décennies vont laisser leurs marques jusqu'à la fin de la République romaine. De très nombreux procès politiques marquent la vie romaine jusqu'à la guerre sociale. L'aristocratie sénatoriale va faire annuler les dispositions agraires prises par les Gracques dans les quinze années qui suivent la mort du cadet des Gracques. La lutte politique est permanente entre une partie de l'aristocratie sénatoriale qui mène une politique anti-gracchienne et une recherche des vieilles valeurs républicaines, avec notamment les Caecilii Metelli et le princeps senatus Marcus Aemilius Scaurus, et des populares qui tentent de défendre la politique et reprendre le flambeau des deux frères. Cette lutte revêt souvent des aspects violents.

## Biographie
Il est préteur au plus tard en 120 selon les dispositions de la lex Villia. 
En 117, il est consul avec Quintus Mucius Scævola. C'est sous son consulat que commencent les travaux de la voie romaine allant de l'Italie à l'Espagne : la voie Domitienne, à l’instigation du général romain Cnaeus Domitius Ahenobarbus dont elle porte le nom. Il milita pour la colonisation romaine du reste de l'Italie et il est probablement lui-même l'instigateur de la Via Caecilia, qui s'étend de la Via Salaria, située à 56 km de Rome jusqu'à Amiternum, situé le long de la mer Adriatique, en passant probablement par Hadria.
L'année suivante, il est proconsul en Gaule cisalpine, où il trace les limites territoriales entre Patavium et Ateste.
En 115, il devient censeur aux côtés de Cnaeus Domitius Ahenobarbus,. Trente-deux sénateurs sont expulsés du Sénat, dont le consul sortant Caius Licinius Geta et un ami de Caius Marius alors préteur, et ils font interdire des représentations théâtrales jugées immorales,,,,. Le consul Marcus Aemilius Scaurus fait adopter une loi interdisant certains mets exotiques lors des banquets. Les censeurs nomment Scaurus princeps senatus,.
Il est un adversaire de Lucius Appuleius Saturninus, et lorsque celui-ci, en l'an 100, essaie de s'opposer au Sénat par le biais de la force, il fait partie des sénateurs faisant arrêter Saturninus, et qui, furieux, le lapident.
Avec l'aide d'autres membres de la famille, il s'efforce d'obtenir le rappel de son cousin Quintus Caecilius Metellus Numidicus et assiste à son retour d'exil en 98,.